# Paul Lytton

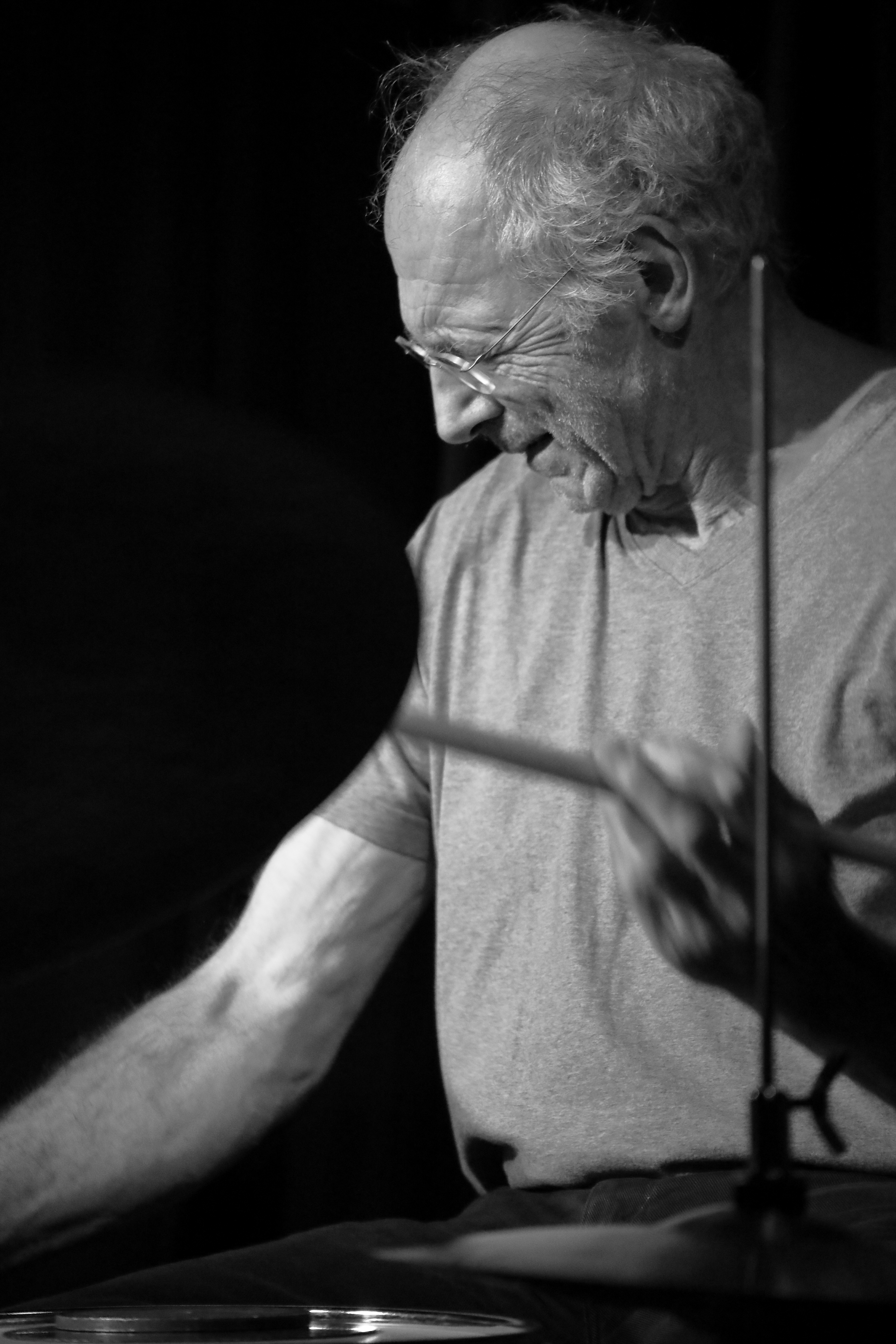
Paul Lytton im club W71, 2019

Paul Lytton (* 8. März 1947 in London) ist ein britischer Schlagzeuger des Free Jazz und der frei-improvisierten Musik.

## Leben und Wirken
Lytton lernte als Heranwachsender Schlagzeug. Er spielt seit Mitte der 1960er Jahre und war 1967 Mitglied des National Youth Jazz Orchestra. Er wurde seit 1969 als Schlagzeuger im Duo bzw. Trio des Saxofonisten Evan Parker (mit Derek Bailey und seit 1983 dann mit Barry Guy) bekannt; er spielt auch in Parkers Electro-Acoustic Ensemble (Toward the Margins, 1998 und Memory/Vision 2002). Er war Gründungsmitglied der London Musicians’ Coop und spielte im London Jazz Composers’ Orchestra.
Mitte der 1970er Jahre zog er nach Belgien. Bereits seit 1976 spielt er Duos mit seinem Schlagzeugkollegen Paul Lovens, mit dem im selben Jahr das Label Po Torch Records gründete, auf dem sie auch ihre Duo-Arbeit dokumentierten, etwa auf der LP Was it me?. Sie spielen auch im Globe Unity Orchestra zusammen und treten gelegentlich mit dem Bremer Improvisations-Quartett BIQ auf. Er ist Mitbegründer des King Übü Örchestrü und tritt auch in Ken Vandermarks Territory Band auf. 2006 wirkte er in Evan Parkers Transatlantic Art Ensemble (Boustrophedon) mit. Mit Paul Dunmall. Fred Van Hove  und Paul Rogers nahm Lytton das Album Asynchronous (Slam, 2009) auf. 2019 legte er mit Evan Parker und Barry Guy das Album Concert in Vilnius vor.
Lytton ist einer der zentralen Perkussionisten der freien Musikszene in Europa. Er ist ferner Entwickler und Erbauer neuer Musikinstrumente und setzt auch live electronics ein, die in jüngerer Zeit jedoch zugunsten eines rein akustischen Drumsets in den Hintergrund traten. 2020 wurde er gemeinsam mit anderen Musikern mit dem Instant Award in Improvised Music ausgezeichnet.